# Scrobipalpa chetitica
Scrobipalpa chetitica is een vlinder uit de familie tastermotten (Gelechiidae). De wetenschappelijke naam is voor het eerst geldig gepubliceerd in 1974 door Povolny.
De soort komt voor in Europa.